# 陳倫烱
陳倫烱（？—？），亦作陳倫炯， 福建省同安縣人，字次安，又字資齋。

## 生平
广东副都统陈昂之子。少時曾隨父昂出洋，尤留心海外风情民俗。康熙五十九年，由父廕授官三等侍衛。康熙六十年（1721年），台灣朱一贵起义，陈伦炯参与镇压，叙功授职台湾南路参将，请建凤山县城。雍正四年（1726年）奉旨調任前往台灣，接任林亮擔任台灣鎮總兵。乾隆七年（1742年），官至浙江水師提督。著作有《海國聞見錄》，該書詳細記載了臺灣及其附近島嶼的自然、人文地理狀況，是一部有較高史料價值的著作，廣傳於世。書中收入《大西洋記》、《小西洋記》、《東洋記》、《東南洋記》、《南洋記》、《南澳氣記》、《昆侖記》及《天下沿海形勢錄》。這些著作提供了豐富的海洋地理資料，被後人所引用。梁啟超在《中国三百年学术史》第十一節「科學之曙光」題目有「陳資齋」，然整節隻字未提。